# Lycoriella sativae
Lycoriella sativae là một ruồi trong họ Sciaridae, thuộc chi Lycoriella. Loài này được Johannsen miêu tả khoa học đầu tiên năm 1912.